# Cooper (motorfiets)
Cooper is een Amerikaans historisch merk van motorfietsen.
De bedrijfsnaam was: Moto Islo Cooper Motors, Burbank (Californië).
Dit was de Amerikaanse importeur van Moto Islo-motorfietsen die vanaf 1972 onder eigen naam Moto Islo 215cc- en 248cc-tweetaktterreinmotoren op de markt bracht.
In de jaren zestig en -zeventig werd deze vorm van badge-engineering veel toegepast in de Verenigde Staten. Op die manier kon de markt voor lichte motorfietsen worden bediend door "Amerikaanse" merken, zonder er daadwerkelijk productielijnen voor op te zetten. Zo leverde het warenhuis Sears onder eigen naam Puch scooters, de importeur American-Eagle leverde laverda's, Sprites en Kawasaki's.
De verkoop van Cooper motorfietsen eindigde vanzelf toen de productie bij Moto Islo stopte.